# Podoboo
Podoboo is een personage uit de Mario-reeks.

## Karakteromschrijving
Podoboo is een levende lavabal, die vaak in kastelen uit de lava springt in de hoop Mario te raken. Podoboo heeft twee uiterlijken gehad; in sommige spellen heeft Podoboo zwarte ogen, in sommige spellen is het een lavabal zonder ogen. Hij is vaak een vijand van Mario, zowel in platform- als in sportspellen. Het debuutspel van Podoboo was Super Mario Bros., en daarna kwam hij nog voor in onder meer: Super Mario World, New Super Mario Bros., Mario Slam Basketball, New Super Mario Bros. Wii, New Super Mario Bros. 2, New Super Mario Bros. U en Super Mario Odyssey.